# Stade Charléty
Das Stade Sébastien Charléty (kurz: Stade Charléty) ist ein Rugby- und Fußballstadion mit Leichtathletikanlage im 13. Arrondissement im Süden der französischen Hauptstadt Paris. Hauptsächlich wird es für Fußball und Rugby genutzt. Nach dem Parc des Princes ist es das zweitgrößte Stadion in Paris. Es bietet heute 20.000 Sitzplätze, die rundum überdacht sind. Die Anlage liegt zwischen dem Boulevard Kellermann und dem Pariser Autobahnring. Hinter der Gegentribüne liegt der Friedhof Cimetière Parisien de Gentilly.
Zu dem Sportzentrum gehört auch die Sporthalle Salle Charpy mit 1.500 Plätzen. Des Weiteren gibt es acht Tennis- und vier Squashcourts, ein Fußballfeld, einen Fitnessraum, eine Sauna, Trainingsmöglichkeiten für verschiedene Sportarten wie Dōjō und Turnen, Konferenz- und Tagungsräume und Restaurants. Das französische Haus des Sports ist hier genauso ansässig wie der französische Leichtathletik-Verband und das Nationale Olympische Komitee Frankreichs (CNOSF), die hier ihre Büros haben.

## Geschichte und Ereignisse
Die von Bernard Zehrfuss entworfene Sportstätte wurde 1939 eröffnet. Benannt ist sie nach dem französischen Historiker und ehemaligen Rektor der Académie de Paris, Sébastien Charléty (* 1867; † 1945). Nach dem Zweiten Weltkrieg baute man eine Holztribüne, Umkleidekabinen und ein Clubhaus. Der französische Mittel- und Langstreckenläufer Michel Jazy stellte am 14. Juni 1962 mit 5:01,5 Min. einen neuen Weltrekord über 2.000 Meter auf.
Am 27. Mai 1968 kam während der Pariser Maiunruhen der Studentenverband Union nationale des étudiants de France mit 30.000 bis 50.000 Menschen im Stadion zusammen. Am 17. Juli 1980 stellte hier der französische Stabhochspringer Philippe Houvion mit 5,77 Meter einen neuen Weltrekord auf.
Mitte der 1980er Jahre wurde das Spielfeld des Stadions gesperrt, da der Boden von einem Virus kontaminiert war. Das Erdreich wurde mehr als einen Meter tief abgetragen, wegen der hohen Kosten aber nicht wieder ersetzt. Nachdem in der Sportstätte nur noch Leichtathletik stattfinden konnte, verfiel das Stadion zunehmend und wurde 1989 abgerissen.
Die heutige Arena wurde von Henri Gaudin und seinem Sohn Bruno Gaudin entworfen. Für den Entwurf bekamen die beiden 1994 den Architekturpreis Prix de l’Équerre d’argent verliehen. Das Stadion wurde nach mehr als drei Jahren Bauzeit 1994 eröffnet und kostete 120 Mio. €.
Im Jahr 1999 machte der Leichtathletik-Europacup Station im Stade Charléty und 2002 fand das IAAF Grand Prix Final statt. Bei der Veranstaltung stellte der US-amerikanische Sprinter Tim Montgomery über 100 m mit 9,78 Sekunden einen neuen Weltrekord auf; die Zeit wurde wegen Dopings später aber annulliert. Im Sommer 2006 kamen Zehntausende in das Stadion, um sich auf einer Großleinwand die Spiele der französischen Fußballnationalmannschaft bei der Fußball-Weltmeisterschaft anzusehen.
Am 1. Mai 2007 fand ein Konzert für die damalige Präsidentschaftskandidatin Ségolène Royal im Stadion statt. Nach verschiedenen Angaben kamen zwischen 55.000 (Polizei) und 80.000 (Veranstalter) Menschen in und um die Arena zusammen. Zahlreiche französische Künstler kamen zu der Veranstaltung wie z. B. Bénabar, Cali, Damien Saez, Christophe Miossec, Yannick Noah, Renaud, Grand Corps Malade, Mafia K'1 Fry, Michel Delpech, Kery James, Têtes Raides, Sapho, Leni Escudero, Yvan der Bolloch, Disiz la Peste.
In den Jahren 1995 bis 1998, 2007, 2008 und 2011 bis 2015 wurde das Meisterschaftsfinale der französischen Championnat Élite de Football Américain, der Casque de Diamant, in der Sportstätte ausgetragen. Die Fußballnationalmannschaften von Frankreich und Mali trafen am 25. März 2008 zu einem Freundschaftsspiel zusammen, das mit einem 3:2 für den Gastgeber zu Ende ging.
Seit 2007 spielt der Fußballverein Paris FC seine Heimspiele in dem Stadion, da seine bisherige Spielstätte Stade Déjerine nicht mehr den Anforderungen entspricht. Zudem trugen die Frauenfußballerinnen von Paris Saint-Germain dort von 2012 bis 2017 ihre Liga- und Champions-League-Begegnungen aus.
Seit 2017 ist das Stadion Austragungsort der Leichtathletikveranstaltung Meeting de Paris. Im April 2017 wurden die Leichtathletik-Europameisterschaften 2020 an die Stadt Paris vergeben. Die Wettkämpfe sollten vom 26. bis 30. August des Jahres im Stade Charléty stattfinden. Wegen der COVID-19-Pandemie und der daraus resultierenden Verlegung der Olympischen Sommerspiele 2020 auf den Sommer 2021 musste die EM im April 2020 wegen Terminschwierigkeiten abgesagt werden, da schon 2022 die nächsten Europameisterschaften in München stattfanden. Die für August 2021 geplanten Weltmeisterschaften wurden auf den Juli 2022 verlegt.
Im August 2018 wurden in Paris die 10. Gay Games ausgetragen. Das Stade Charléty war einer der Veranstaltungsorte. Dort fanden die Wettbewerbe in der Leichtathletik, Squash, Roller Derby und Cheerleading statt.

## Galerie

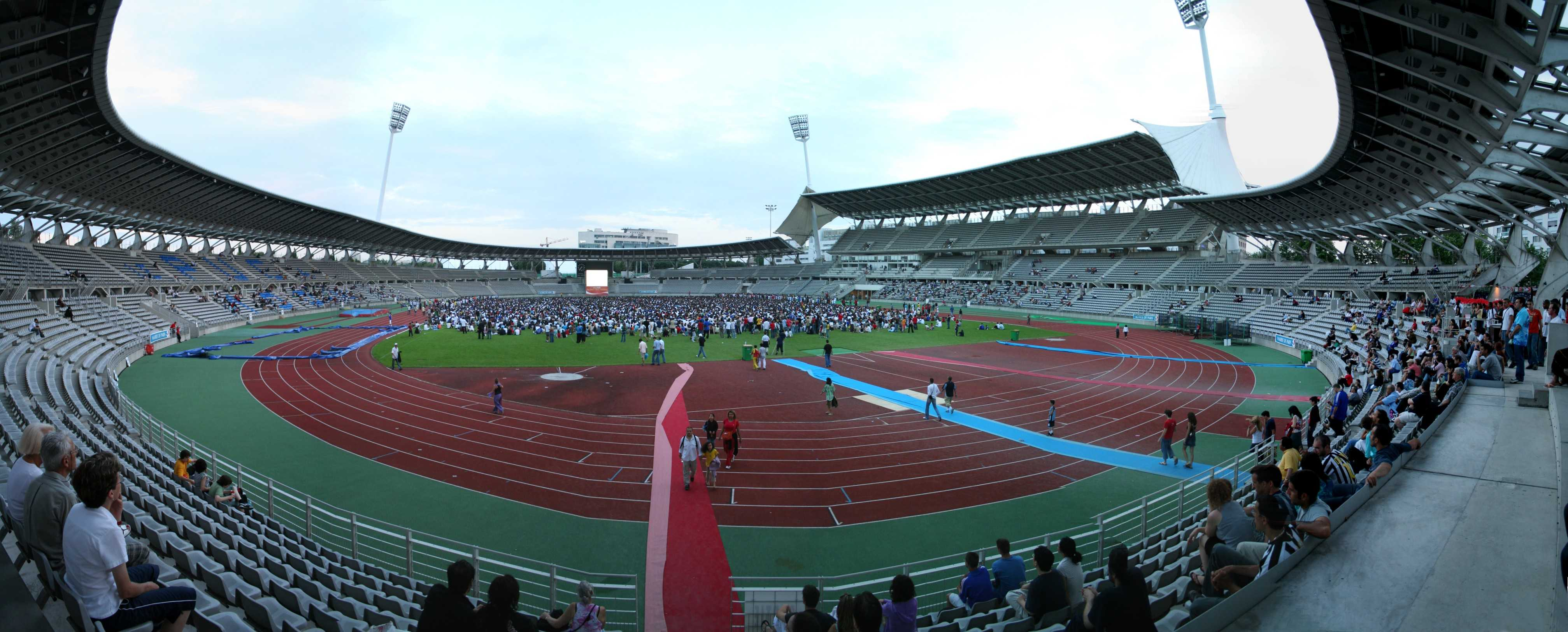
Public Viewing während der Fußball-Weltmeisterschaft 2006
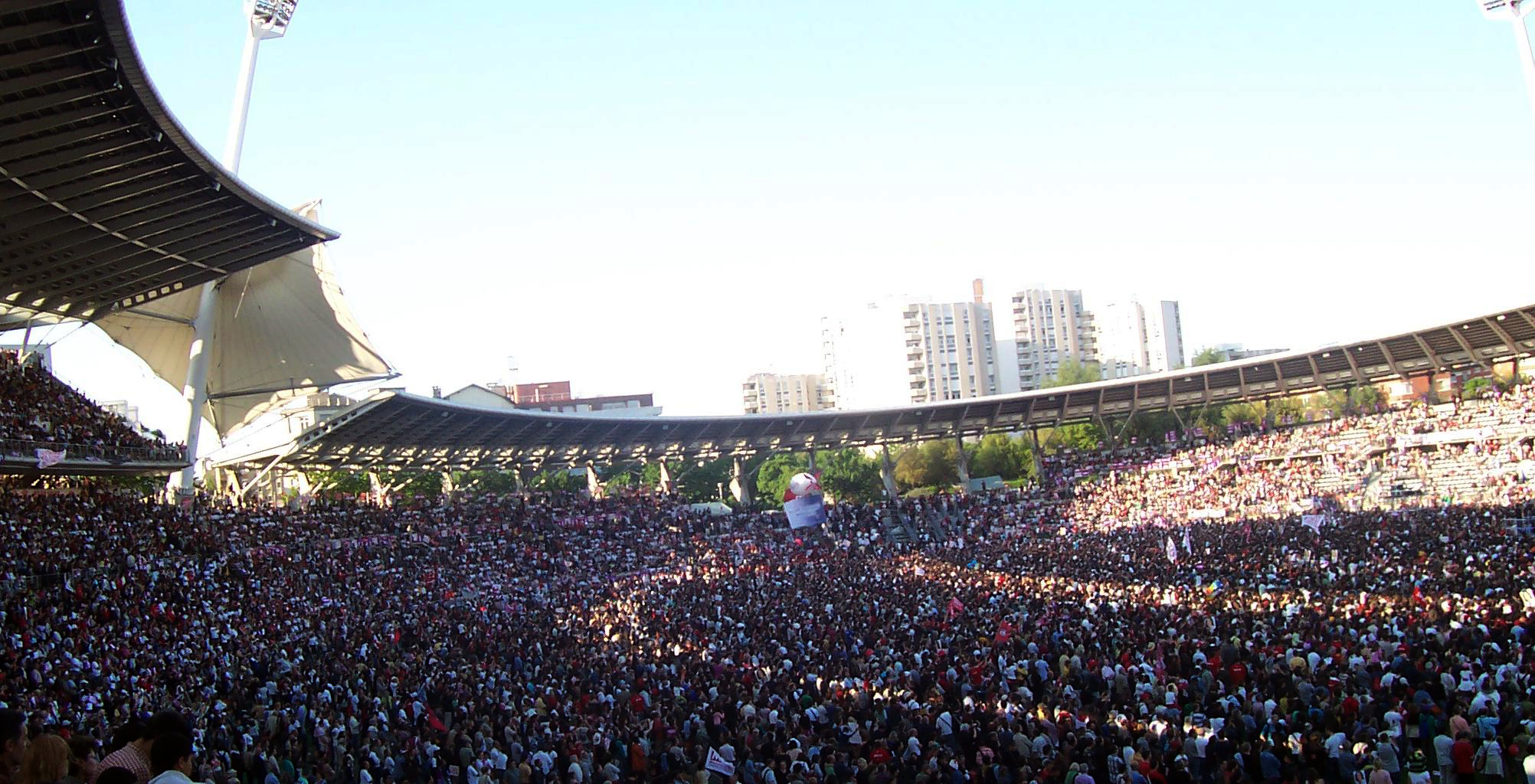
Konzert für Ségolène Royal am 1. Mai 2007
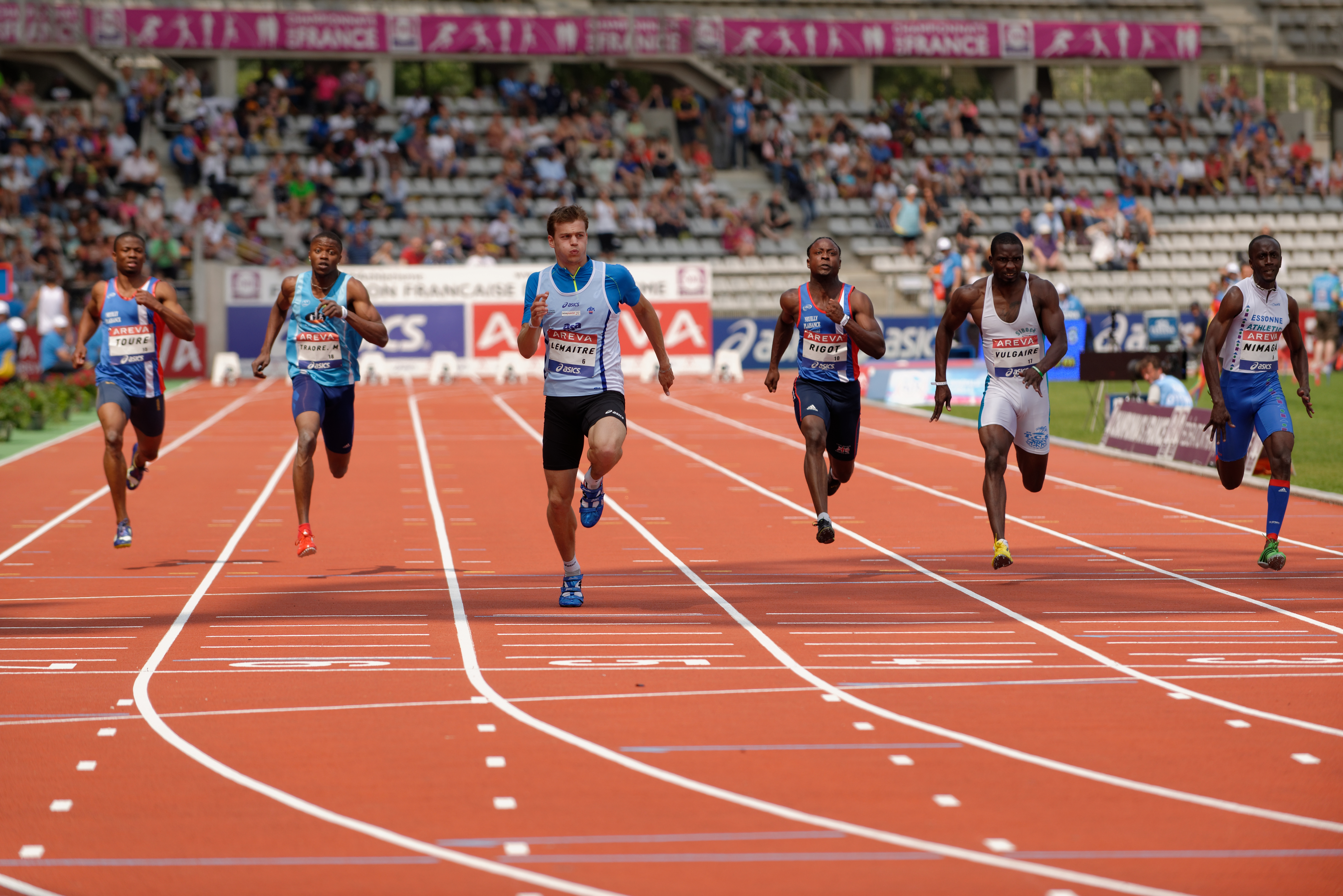
100-Meter-Lauf der französischen Leichtathletikmeisterschaften 2013 im Stade Charléty